# Lecco
Lecco es una ciudad italiana, capital de la provincia homónima, perteneciente a la región de Lombardía. Ubicada junto al lago Como, cuenta con una población de 47 145 habitantes (ISTAT 2024). 

## Ubicación

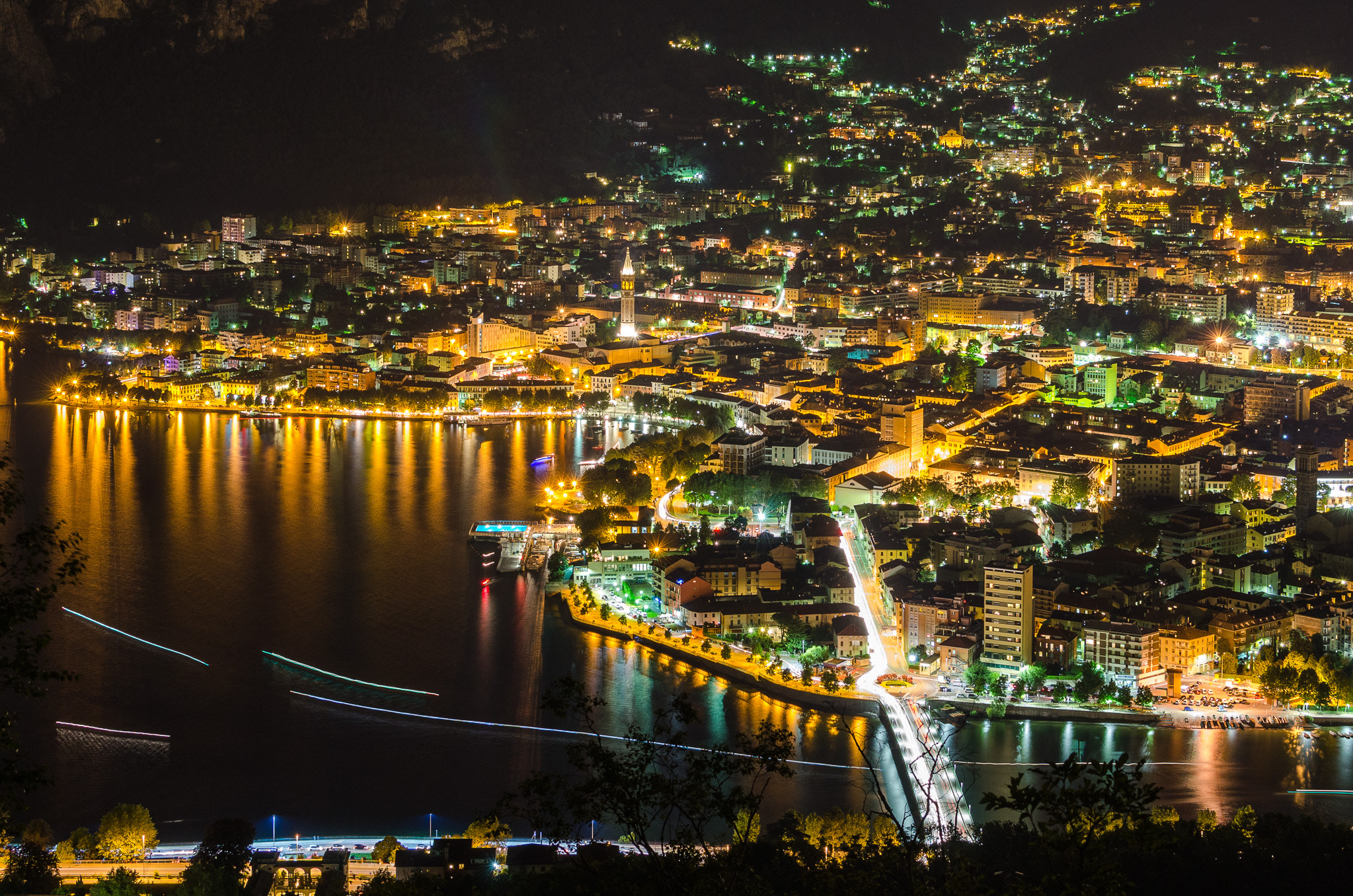
Vista nocturna de la ciudad

Situada a 50 km al norte de Milán; limita con el lago de Como (llamado lago de Lecco) al oeste y con los Alpes Lombardos en el este. El lago forma el río Adda, de forma que fueron construidos muchos puentes para mejorar las comunicaciones entre Como y Milán. Hay tres puentes que cruzan el río Adda en Lecco: el puente Azzone Visconti (1336-1338), el puente Kennedy (1956) y el puente Alessandro Manzoni (1985).
Su economía solía estar basada en la industria (en la manufactura del hierro), pero actualmente se basa principalmente en el sector terciario.

## Deportes
El club de fútbol local es Calcio Lecco 1912, y a partir de la temporada 2024-25 competirá en la Serie C, la tercera categoría del fútbol italiano. Juega sus partidos de local en el Estadio Mario Rigamonti-Mario Ceppi, cuya capacidad es para 4997 espectadores.

## Demografía
Lecco tenía en diciembre de 2004 un total de 46 477 habitantes, aumentando a 48 131 a finales de 2013.
| Gráfica de evolución demográfica de Lecco entre 1861 y 2018 |
|                                                             |
| Fuente ISTAT - elaboración gráfica de Wikipedia             |

## Ciudades hermanas
- Mâcon (Francia, 1973)
- Overijse (Bélgica, desde 1981)
- Igualada (España, desde 1990)
- Szombathely (Hungría, desde 1995)
- Mytishchi (Rusia, desde 2005)
- Tres de Febrero, Argentina (Argentina)